# Багери, Амир
Амир Багери (перс. امیر باقری‎; 20 сентября 1978) — монакский, ранее иранский и французский шахматист, гроссмейстер (2003).
В составе сборной Ирана участник трёх Олимпиад (1998—2000, 2008) и командного чемпионата Азии 1995 г., в составе сборной Монако участник Олимпиады 2022 года.
Участник чемпионатов мира ФИДЕ 1999 и 2000 гг.

## Изменения рейтинга
| График не отображается по техническим причинам. Чтобы исправить это, воспроизведите график в новом формате, если это возможно. |